# Petites misères de la vie conjugale
Petites misères de la vie conjugale est un essai d’Honoré de Balzac écrit de 1830 à 1846, en diverses parties remaniées et refondues. Composé de trente-sept chapitres parus séparément dans La Caricature, La Presse, Le Diable à Paris et d’autres revues, il a fait l’objet de deux éditions globales distinctes : chez Chlendowki et chez Roux et Cassanet (cette dernière n’étant pas contrôlée par Balzac).

## Thème
Mélange de conseils, de saynètes, de récits, l’essai fait le tour de tous les détails de la vie conjugale, dressant une liste exhaustive des situations affectives, financières et familiales. Dans le deuxième chapitre, Balzac va même jusqu’à faire la démonstration et le calcul des successions et économies d’un ménage. Rien de très philosophique là-dedans, mais plus loin, le ton est plus grave : il parle enfants, éducation, psychologie, amour-propre, conflits. On trouve des pages humoristiques dans ce curieux ouvrage qu’on peut ne pas lire en continu : il a d’ailleurs été écrit dans le désordre. On y trouve des portraits humoristiques ou graves.

## Réception
En 1844, Balzac écrivait déjà à la comtesse Hanska : « Les Petites misères de la vie conjugale à Paris vient d’obtenir un grand succès. » Entre batailles d’éditeurs et remaniements incessants, les trente-sept chapitres (qui deviendront trente-huit à la fin) furent finalement intégrés à La Comédie humaine de Houssiaux en 1856, Chlendowski ayant, croit-on, refusé un accord avec Furne.

## Commentaire
Cette œuvre insolite montre à quel point Balzac empoignait la vie à bras-le-corps, offrant au monde le résultat de ses découvertes personnelles. Il permet également de saisir l'évolution de la pensée balzacienne sur les relations conjugales.